# Gail Ann Dorsey
Gail Ann Dorsey (Philadelphia, Pennsylvania, 20 november 1962) is een Amerikaans bassiste en zangeres. Dorsey werkte als sessiemuzikante met veel bekende artiesten, onder wie The National. Bryan Ferry, Dar Williams, Tears for Fears, The Indigo Girls, Jane Siberry, Khaled en Skin. In 2012 trad ze op als bassiste en achtergrondzangeres met Lenny Kravitz. Ze staat voornamelijk bekend om haar werk met David Bowie van 1995 tot aan diens dood in 2016.

## Levensloop
Dorsey groeide op in West-Philadelphia, waar ze haar muzikale carrière begon met het spelen van gitaar, bas, klarinet en drums. Vanaf 1980 studeerde ze aan het California Institute of the Arts, afdeling Film & Video. Zij was met haar 17 jaar de jongste vrouw ooit toegelaten. Na drie jaar kapte ze haar studie af, omdat ze zich niet kon verenigen met de protocollen van de filmindustrie.
In 1983 kwam ze in Londen terecht, waar ze gastzangeres werd in The Charlie Watts Big Band. Vanaf 1986 werkte ze als bassiste met artiesten als Boy George, Ann Pigalle, The Thrashing Doves, The Kane Gang, Donny Osmond, Julia Fordham en Concrete Blonde.
Haar doorbraak kwam na haar optreden in The Tube van Jools Holland en Paula Yates, en in 1987 kon ze haar eerste soloalbum uitbrengen: The Corporate World. Het nummer Where Is Your Love van dat album bereikte in 1989 in Nederland de top 10 van de Tipparade. In 1992 kwam haar tweede album uit, Rude Blue, waaraan onder anderen Mark Pender, Carla Azar, Carol Steele en de blazersgroep van James Brown meewerkten.
Nadat ze in 1994 vertrokken was bij platenmaatschappij Island Records, werkte ze alleen nog als sessiemuzikante en in 1995 werd ze gevraagd door David Bowie voor zijn Outside Tour met Nine Inch Nails. Vervolgens werkte ze mee aan Bowies opnamen van Earthling, Heathen, Reality en The Next Day.
In 2008 speelde ze als sessiebassiste mee op de plaat Everything You Want van Kane.
- Bibsys: 13028679
- Gemeinsame Normdatei: 134624718
- International Standard Name Identifier: 0000 0000 5554 6052
- Library of Congress Control Number: no98016009
- MusicBrainz: 3363921c-9099-40af-93cc-1b15d0e46fc5
- Nederlandse Thesaurus van Auteursnamen: 074133578
- Virtual International Authority File: 78390145
- WorldCat: E39PBJxmFFtv4TMbXM873VQg8C